# Franz Kröwerath
Franz Kröwerath (30 de juny de 1880 – 25 de desembre de 1945) va ser un remer alemany que va competir cavall del segle xix i el segle xx. El 1900 va prendre part en els Jocs Olímpics de París, on guanyà una medalla de bronze en la prova de quatre amb timoner, com a timoner, de l'equip Ludwigshafener Ruderverein.